# ムラサキセンブリ
ムラサキセンブリ (Swertia pseudochinensis) はリンドウ科の植物。センブリに似て、紫色の花を着ける。

## 特徴

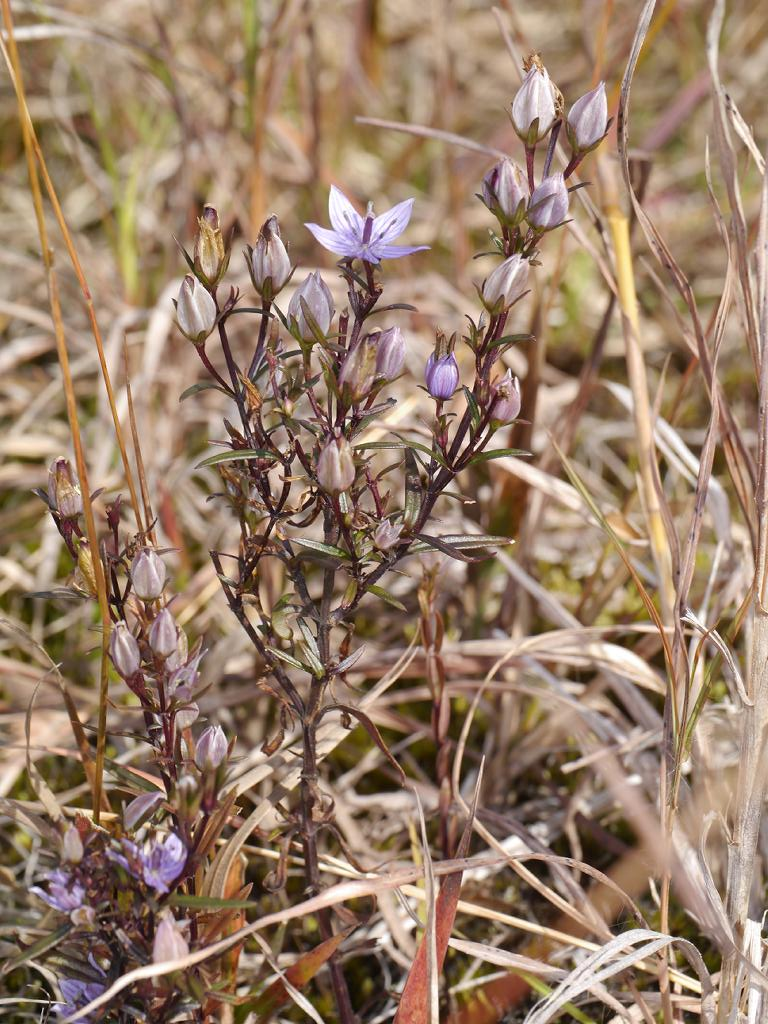
全草

直立する茎を持つ2年生の草本。根は分枝して短く、黄色をしている。茎は断面が四角形をしており、直立し、高さは15-30cmとなる。ただし高さは50-70cmにまで達するとも。さらに後述のようにもっと大きくなる例も知られる。茎は黒紫色を呈し、上の方で枝を出す。葉にはほとんど柄がなく、葉身の形は披針形で先端も基部も尖り、対生でやや密生してつく。葉身の大きさは長さ2-4cm。
花期は10月頃で、茎の先端および葉腋から花を出し、全体では円錐花序状になり、上から順に開花してゆく。花は青紫色で花冠の裂片は幅広くて長さ1-1.5cm、白地に濃紫色の線が入る。花冠の基部にある腺体（蜜腺溝）は長い毛で覆われる。雄しべは5本で花冠より短く、葯は暗紫色。
和名は紫センブリで、センブリに似て花が紫色であることによる。

## 分布
日本の本州の関東以西から四国と九州、朝鮮、中国東北部からアムールに分布がある。

## 生育環境
海岸からススキ草原などに生える。特に蛇紋岩地域によく生育する。蛇紋岩地は貧栄養で植物の生育には不適であり、出現する種は限られているが、本種はそのような環境でも旺盛に茂り、時に背丈が1mになる例もあるという。

## 分類
センブリ S. japonica は本種によく似た植物で、本種の方が全体に大きく、また全体に紫色が強い。細部では茎や萼裂片の縁に隆起する細かな点があることや蜜腺溝の毛に波状隆起があることなどで区別される。
他にイヌセンブリ S. diluta もあるが、これもセンブリと同じくらいかより小さな植物で、またこの種は葉の形が倒卵形になる。
他にも同属の種は日本に幾つかあるが、それらの多くはずっと幅広い葉をつけるものである。

## 利害
センブリと同様に根に苦みがあり、センブリの代用に利用されることがある。ただし薬局方からは本種は除かれているとのこと。
もっともそれ以上に本種の方が稀少であり、代用にするのは現状では難しそうである。

## 保護の現状
環境省のレッドデータブックでは準絶滅危惧種に指定されている。県単位では分布域の多くの県で絶滅危惧IないしIIに指定されており、また東京都、埼玉県、奈良県では絶滅したと判断されている。